# Brochopeltis mjoebergi
Brochopeltis mjoebergi är en mångfotingart som beskrevs av Karl Wilhelm Verhoeff 1924. Brochopeltis mjoebergi ingår i släktet Brochopeltis och familjen orangeridubbelfotingar. Utöver nominatformen finns också underarten B. m. queenslandica.